# Болс Ејкерс (Њу Мексико)
Болс Ејкерс (енгл. Boles Acres) насељено је место без административног статуса у америчкој савезној држави Њу Мексико.

## Демографија
По попису из 2010. године број становника је 1.638, што је 466 (39,8%) становника више него 2000. године.
| Група             | 2000.       | 2010.         |
| Белци             | 932 (79,5%) | 1.240 (75,7%) |
| Афроамериканци    | 15 (1,3%)   | 16 (1,0%)     |
| Азијати           | 13 (1,1%)   | 25 (1,5%)     |
| Хиспаноамериканци | 181 (15,4%) | 318 (19,4%)   |
| Укупно            | 1.172       | 1.638         |